# Le Cinquième Cœur
Le Cinquième Cœur (titre original : The Fifth Heart) est un roman de l'écrivain américain Dan Simmons publié en 2015 puis traduit en français et publié en 2020.

## Résumé
En mars 1893, l'écrivain américain Henry James s'est déplacé à Paris depuis sa résidence londonienne. Le 15 avril, date de son cinquantième anniversaire, il décide de se donner la mort en se jetant de nuit dans la Seine. À cinquante mètres du pont Neuf, au moment où il décide de se laisser tomber d'un promontoire, Henry James aperçoit près de lui la silhouette d'un homme et suspend immédiatement son geste. La lumière des lanternes d'un bateau-mouche éclaire le visage d'un homme, permettant à l'écrivain de reconnaître Sherlock Holmes, qu'il a rencontré quatre ans plus tôt lors d'un thé de charité donné à Chelsea par Elizabeth Paschal, épouse de T. P. O'Connor. Le détective est très étonné d'être reconnu malgré son déguisement de Jan Sigerson, explorateur norvégien d'une certaine notoriété, déguisement lui ayant permis par le passé de ne pas être reconnu en plein jour par des personnes le connaissant. Dévoilant à Henry James qu'il était là dans le même but que lui, Sherlock Holmes l'entraîne au café de la Paix pour lui en donner les raisons : il a découvert qu'il n'était qu'une construction littéraire, création d'un écrivaillon aux doigts tachés d’encre, rien qu'un personnage de fiction. Il convainc Henry James, qui le prend pour un fou, à l'accompagner la semaine suivante pour une traversée de l'océan Atlantique de Marseille à New York afin de l'aider dans son enquête sur un décès ayant eu lieu sept ans plus tôt : le suicide de Marian « Clover » Hooper Adams, épouse de Henry Adams. Henry James est en effet un ami du couple Adams et il a souvent cité Clover Adams comme source d'inspiration pour ses romans Daisy Miller et Portrait de femme, paru respectivement en 1878 et 1881.
Durant le voyage, Sherlock Holmes expose à Henry James les éléments de son enquête : en mars 1891, Edward « Ned » Hooper (en), frère de Clover Adams, est venu le voir à son domicile du 221B Baker Street à Londres afin de lui proposer trois mille dollars pour résoudre le mystère de la mort de sa sœur. Il lui a montré une carte de visite qui affiche sur la partie haute cinq cœurs gaufrés, quatre coloriés en bleu et un laissé blanc, ainsi que le message « Elle a été assassinée. ». Il a affirmé avoir reçu une carte comme celle-ci tous les 6 décembre – date anniversaire de la mort de sa sœur – depuis son étrange décès en 1885, tout comme les quatre membres survivants de groupe des Cinq de Cœur, le salon typiquement américain de Clover Adams. Il regroupe, en plus de Clover Adams qui en était le centre, son mari, le romancier et historien américain Henry Adams, l'homme politique américain John Hay, ancien secrétaire privé du président Abraham Lincoln, sa femme Clara Hay et enfin le géologue et alpiniste américain Clarence King.
Une fois arrivés à New York, les deux hommes se rendent à Washington D.C en train, John Hay ayant proposé à Henry James de les loger, lui et son compagnon de voyage, dans leur résidence, située face celle que plus tard tous les Américains appelleraient la Maison-Blanche. Sherlock Holmes a demandé à Henry James de le présenter sous sa personnalité d'emprunt, à savoir l'explorateur norvégien Jan Sigerson.
En parallèle de son enquête sur les circonstances du décès de Clover Adams, Sherlock Holmes travaille à essayer d'empêcher un attentat anarchiste visant à tuer le président américain Grover Cleveland le 1er mai 1893, jour de l'inauguration de l'Exposition universelle de 1893 située à Chicago. Henry James et le détective découvrent que les deux affaires sont liés : Clover Adams est devenue très amie avec une certaine Rebecca Lorne au cours de l’année qui a précédé sa disparition. Or il s'avère que la véritable identité de Rebecca Lorne est Irène Adler, ancienne amante par ailleurs de Sherlock Holmes, et mère de Lucan Adler, qui n'est autre que le tireur présumé pour l'attentat présidentiel. Le père de Lucan est le professeur Moriarty, le « Napoléon du crime » tel que le présente Sherlock Holmes. Lucan Adler a été élevée par sa mère jusqu'à ses quatre ans, moment où il lui a été enlevé par le colonel Sebastian Moran qui en en fait le meilleur tueur à gages du monde. Sherlock Holmes pense qu'Irène Adler faisait chanter Clover Adams afin de financer les activités anarchistes du professeur Moriarty, du colonel Sebastian Moran et de Lucan Adler. Irène aurait également fourni à Clover Adams la solution chimique ayant servi à son suicide.
À la mi-avril, Sherlock Holmes et Henry James se rendent à Chicago pour tenter de deviner où prendra place le tireur. Ils sont invités dans le train privé loué par le sénateur américain Henry Cabot Lodge afin que sa femme Anna « Nannie » Cabot Lodge et lui se rendent à l'inauguration de l'exposition universelle en compagnie de leurs amis, parmi lesquels John Hay et sa femme Clara Hay, Henry Adams, le sénateur américain J. Donald « Don » Cameron et sa femme Elizabeth « Lizzie » Sherman Cameron. Après une visite des bâtiments de l'exposition universelle, Sherlock Holmes pense que Lucan Adler se cachera dans le socle d'un des trois puissants projecteurs lumineux situés sur la galerie extérieure du palais des Manufactures et des Arts libéraux, conçu par l'architecte américain George Browne Post. La veille de l'inauguration officielle, Henry Adams est introuvable et Sherlock Holmes se rend de nouveau à l'exposition. Il parvient à retrouver l'historien, en pleine discussion avec un Indien de la tribu sioux des lakota nommé Paha Sapa.
Le 1er mai, Sherlock Holmes prend place très tôt dans le socle d'un des trois projecteurs, choisissant celui le moins bien placé pour effectuer un tir visant à tuer le président. Au moment où le président Grover Cleveland monte sur l'estrade du palais de l'Administration pour commencer son discours, Lucan Adler sort du socle d'un des projecteurs et assemble une lunette télescopique sur son fusil, un Mauser modèle 1893. Sherlock Holmes sort à son tour de son projecteur et se montre à Lucan. Arrivent alors Irène Adler et Henry James. Irène tire sur Lucan mais Henry James lui agrippe le poignet, pensant qu'elle voulait tirer sur Sherlock et pas sur son fils. La balle qui devait toucher Lucan dans la poitrine atteint le pied du tueur à gages. Lucan tire sur sa mère qui s'effondre. Sherlock Holmes désarme Lucan qui sort ensuite un couteau et entaille le détective puis s'enfuit grâce à un système préparé à l'avance : une poulie associé à un guidon de vélo lui permet de descendre de la terrasse le long d'un câble. Sherlock se jette à sa poursuite et parvient à attraper la chemise de Lucan. Alors que les deux hommes s'affrontent, Lucan ayant toujours en sa possession son couteau, Henry James s'empare du fusil resté sur la terrasse et il vise puis tire sur Lucan. La balle effleure les deux hommes mais dévie le coup de couteau de Lucan du cœur de Sherlock Holmes vers une de ses côtes. Ce dernier sort alors de sa poche un S&W .38 Safety Hammerless, qui est un petit révolver, et tire deux balles dans l'abdomen de Lucan, qui lâche le guidon et tombe vers les eaux du lac Michigan mais sa tête heurte violement une digue en béton. Le détective tombe également, mais directement dans le lac. Il fait surface peu après. Lui et Irène Adler sont alors pris en charge par l'infirmerie située dans l'exposition universelle.
Plus tard, alors que Henry James est dans un train à destination de New York, afin de prendre ensuite un paquebot à destination de l'Angleterre, le professeur Moriarty le rejoint dans son compartiment. Il retire ensuite son déguisement et Sherlock Holmes apparaît alors sous ses yeux, à son plus grand étonnement. Le détective lui dévoile avoir créé ce personnage avec son frère Mycroft Holmes cinq ans auparavant dans le but de regrouper des criminels et des anarchistes afin de pouvoir aisément les arrêter lors d'un très grand évènement. Une fois à New York, Sherlock Holmes se rend à la demeure des Hay afin de voir Clara Hay. Il lui dévoile avoir découvert que c'est elle qui envoie depuis sept ans les cartes contenant le message « Elle a été assassinée » et que c'est également elle qui avait donné trois mille dollars à Ned Hopper et demandé à celui-ci de venir le voir à Londres. Il sait également qu'elle a fait cela après avoir découvert que son mari s'était épris de Nannie Lodge.
Durant la traversée de l'océan Atlantique, Henry James décide de ne pas s'arrêter à Portsmouth en Angleterre mais de poursuivre jusqu'à la destination finale du paquebot à Gênes afin de retrouver son frère William et sa famille à Lucerne en Suisse. Le dernier soir avant l'arrivée à Portsmouth, sur le pont des premières classes, Henry James aperçoit Sherlock Holmes qui s'approche de lui. Ce dernier lui montre deux télégrammes qu'il a reçus. Le premier émane de Andrew L. Drummond (en), directeur du United States Secret Service, qui annonce qu'Irène Adler s'est enfuie de l'infirmerie dans laquelle elle se remettait de ses blessures sous la surveillance de la police. Le second émane de Mycroft Holmes et demande à son frère de rester sur le paquebot jusqu'à Gênes puis de se rendre à Lucerne afin d'assister en sa compagnie à une conférence d'importance internationale. Juste après, Sherlock Holmes se rend compte qu'un autre passager n'est autre qu'Irène Adler grimée en jeune garçon.

## Éditions
- The Fifth Heart, Little, Brown and Company, 24 mars 2015, 617 p.  (ISBN 978-0-316-19882-0)
- Le Cinquième Cœur, Robert Laffont, 15 octobre 2020, trad. Cécile Arnaud, 576 p.  (ISBN 978-2-221-21869-3)
- Le Cinquième Cœur, Pocket no 17666, 21 octobre 2021, trad. Cécile Arnaud, 864 p.  (ISBN 978-2-266-29831-5)